# Костюк Марія Адамівна
Марія Адамівна Костюк (1908, місто Христинівка Київської губернії, тепер Уманського району Черкаської області — ?) — українська радянська партійна діячка, секретар Ленінського райкому КП(б)У міста Києва. Кандидат у члени ЦК КП(б)У в 1949—1952 роках.

## Біографія
Народилася в багатодітній родині коваля Барвінського, який помер від тифу в 1914 році. Розпочинала трудову діяльність чорноробом на залізниці, пізніше в радгоспах Христинівського району на Черкащині.
Член ВКП(б) з 1929 року.
Працювала на комсомольській роботі в місті Христинівці, була жіночим організатором в місті Козятині на Вінниччині.
У 1932—1937 роках — голова профкому Київського оперного театру; заступник секретаря партійної організації Київської кінофабрики.
У 1937—1938 роках — секретар Жовтневого районного комітету КП(б)У міста Києва. У жовтні 1937 року обиралася головою окружної виборчої комісії Української РСР з виборів до Верховної Ради СРСР.
У 1938—1941 роках — студентка Української академії радянської торгівлі.
У 1941—1943 роках — інструктор Саратовського обласного комітету ВКП(б); інструктор Башкирського обласного комітету ВКП(б).
З 1943 року — 2-й секретар Ленінського районного комітету КП(б)У міста Києва; голова виконавчого комітету Ленінської районної ради депутатів трудящих міста Києва.
У 1950-х—1960-х роках працювала завідувачем приймальні голови Президії Верховної Ради Української РСР (Михайла Гречухи, Дем'яна Коротченка і в.о. голови Сидора Ковпака).

## Родина
Була одружена із відомим партійним і радянським діячем, головою Київського облвиконкому Трохимом Яковичем Костюком.
Донька — Костюк Нінель Трохимівна (2 грудня 1926 — 19 жовтня 2019) — українська учена-філософ. Доктор філософських наук, професор. Академік АН ВШ України з 2007 р. Перша жінка-доктор філософських наук в Україні. Завідувачка кафедри філософії природничих наук Київського державного університету ім. Т. Шевченка (1968—1988), головний редактор журналу «Філософські проблеми сучасного природознавства» (1968—1988).
Син - Костюк Олег Трохимович (27.05.1941) відомий український лікар психотерапевт нарколог, один з перших учнів відомого нарколога Довженко, Олег Трохимович відкрив першу в Україні наркологічну амбулаторію. 
Онука — Костюк Богдана Олегівна, українська журналістка.
Онука - Костюк (Лєсова) Марія Олегівна (20.10.1978)
Правнучка — Дереповська Катерина Володимирівна (01.05.1980), дипломат.

## Нагороди
- орден Знак Пошани (23.01.1948)
- медаль «За трудову доблесть» (7.03.1960)
- медалі